# Elvin Morton Jellinek
E. M. Jellinek, né le 15 août 1890 et mort le 22 octobre 1963, est l’un des fondateurs de l’alcoologie moderne. Ce médecin américain a fait partie des tout premiers experts de l’Organisation mondiale de la santé. Son œuvre tout entière est dédiée à l’étude de l’alcoolisme et son livre principal, The disease concept of alcoholism (1960), est à la base d’une classification qui fait date : elle est censée décrire l’alcoolisme en tant que maladie (elle exclut donc la consommation festive, ou bien au cours des repas), et le fait que les observations qui ont permis de l’élaborer aient été faites aux États-Unis n’est peut-être pas sans influence sur la composition de cette classification.

## Taxinomie de l'alcoolisme
- L’alcoolisme α concerne ceux dont la dépendance n’est que psychologique (alcool utilisé pour le soulagement d’émotions désagréables)
- l’alcoolisme β décrit la situation de ceux dont la santé physique pâtit de la consommation d’alcool, sans qu’il y ait pour cela de dépendance physique ou psychique
- l’alcoolisme γ reflète la situation de ceux qui éprouvent une dépendance physique impossible à dominer vis-à-vis de l’alcool
- l’alcoolisme δ atteint ceux qui ne peuvent renoncer à l’alcool sous peine de troubles de sevrage, mais qui peuvent contrôler leur consommation pour éviter l’ivresse aiguë
- enfin, l’alcoolisme ε est un équivalent du terme dipsomanie.

Sont également envisagées les connexions logiques entre ces différents types de l’alcoolisme : ainsi, les formes alpha et bêta peuvent conduire à la forme gamma. 